# Lòbul frontal
El lòbul frontal és un lòbul en el còrtex cerebral dels vertebrats. En el cas dels éssers humans és una part molt desenvolupada, d'una mida relativament superior a la dels altres animals i es troba per davant dels lòbuls parietals. Filogenèticament és el més tardà i això vol dir que només està desenvolupada en els animals més complexos, en especial els homínids.
Les seves funcions es relacionen amb l'atenció, la memòria a llarg termini i la capacitat de planificar la pròpia acció mitjançant l'elecció i l'establiment d'objectius. També és responsable del mecanisme que permet comparar fets o cossos i arribar a conclusions sobre semblances i diferències entre ells. L'afectació de l'àrea 44, anomenada àrea de Broca i continguda dins el lòbul frontal, provoca una afàsia, anomenada afàsia de Broca. Aquesta àrea s'encarrega de la producció lingüística i oral.

## Anatomia
El lòbul frontal es pot dividir en diferents regions, que són principalment de dos tipus:les del còrtex i les dels girs
- Còrtex
  - Còrtex primari motor (gir precentral gyrus, M1)
  - Còrtex suplementari motor
  - Còrtex premotor
  - Còrtex prefrontal
- Girs
  - Gir superior frontal
  - Gir medial frontal
  - Gir inferior frontal

Segons la classificació de Brodmann el lòbul frontal es pot dividir en les àrees: 4, 6, 8, 9, 10, 11, 12, 24, 25, 32, 33, 44, 45, 46, 47.
En la superfície lateral del cervell humà, el solc central separa el lòbul frontal del lòbul parietal i el solc lateral separa el lòbul frontal del lòbul temporal.
La part inferior del lòbul frontal s'acostuma a dividir en parts: lateral, polar, orbital (al votant de les òrbites dels ulls, també anomenat basal o ventral) i medial. Cadascuna d'aquestes parts són una forma concreta dels girs.

## Funcions
Les funcions del lòbul frontal impliquen: l'habilitat de preveure conseqüències que seran el resultat de les accions actuals, la distinció entre bones i males accions (o entre bones i millors), evitar o inhibir respostes no acceptables socialment i la determinació de similituds i diferències entre coses o esdeveniments.
El lòbul frontal té una actuació decisiva pel que fa a la retenció d'informació, en la memòria a llarg termini, que no estigui relacionada amb la realització d'una tasca. Generalment es tracta de records associats amb emocions derivats d'entrades de dades (inputs) procedents del sistema límbic. El lòbul frontal modifica aquestes emocions perquè encaixin amb les normes generals d'acceptabilitat social.
Els tests emprats en psicologia per mesurar les funcions del lòbul frontal són: mesures de la pulsació a través d'un dit (batec cardíac), el test de targetes de Wisconsin i mesures de les habilitats de llenguatge i numeració.

## Receptors de la dopamina
El lòbul frontal conté la majoria de les neurones del còrtex sensibles a la dopamina. Aquesta substància està associada amb: el sistema de recompensa, atenció, tasques que impliquen la memòria a curt termini, la planificació i la motivació. La dopamina també col·labora en limitar i seleccionar la informació sensorial que arriba procedent del tàlem cap al còrtex prefrontal. Segons una investigació recent, s'ha descobert que una variació en un gen és la responsable de la reducció de l'activitat de la dopamina en el còrtex prefrontal i està relacionada amb dos problemes en concret:
- amb el funcionament poc eficient d'aquesta part del cervell durant la realització de tasques que impliquen memòria
- amb un lleuger augment del risc de patir esquizofrènia.[2]

## Lesions

Pintada en roig la meitat esquerra del lòbul frontal.

Donald Stuss i els seus col·laboradors van recollir informació sobr diversos estudis sobre lesions en aquest part del cervell, fent un llistat de les diferents maneres com s'havien produït les lesions i les seves conseqüències. Els accidents isquèmics transitoris (TIA) i els accidents vasculars cerebrals (AVC) són les causes més comunes de danys en el lòbul frontal en adults de 65 anys o més. Els AVC i TIA poden ser deguts a causa d'un blocatge en el corrent sanguini cap al cervell o a causa d'un trencament d'un vas sanguini (aneurisma) a l'interior del cervell. Altres formes com es pot produir una lesió pot ser un traumatisme cerebral patit en un accident (una caiguda, un xoc en un accident d'automòbil, etc), malalties com l'Alzheimer o el Parkinson que impliquen símptomes de demència, o també l'epilèpsia del lòbul frontal (que es pot produir a qualsevol edat).
Els efectes d'una lesió en el lòbul frontal són diversos. Els pacients que han experimentat un traumatisme poden conèixer la resposta apropiada a una determinada situació però es veuen incapacitats per expressar la resposta adient en un context real. De manera similar, les emocions que senten no poden expressar-les facialment o amb la veu. Per exemple, algú que se senti feliç no somriurà i la seva veu quan parli no demostrarà cap inflexió d'alegria. També es pot donar el cas que el pacient exhibeixi de forma excessiva, expressions injustificades d'emoció. La depressió afecta a un gran nombre de pacients que han patit una lesió al lòbul frontal. També és força comú la pèrdua o una important baixada en les motivacions. Alguns poden sentir que no són capaços de portar endavant les activitats normals de la vida diària. Els coneguts i familiars d'aquestes persones diuen que ja no són la mateixa persona perquè no se comporten com acostumaven. Aquesta personalitat canviant és característica de les lesions al lòbul frontal i el cas que s'acostuma a citar com a referència és el de Phineas Gage. El lòbul frontal és la mateixa part del cervell responsable de les funcions executives com ara: planificar el futur, emetre judicis, elaborar esquemes per prendre decisions, la capacitat d'atenció o d'inhibició de l'atenció. Aquestes funcions poden disminuir dràsticament en les persones amb lesions en el lòbul frontal.
S'han observat altres conseqüències no tant freqüents, entre elles la confabulació, és a dir la invenció de records o distorsió de records sense intenció voluntària de fer-ho. Alguns donen informació falsa mentre creuen fermament que allò és cert; altres no poden recordar amb precisió la informació. En un petit nombre de pacients, se'ls nota una alegria inusitada. Aquest efecte s'ha observat més en pacients amb lesions a la part dreta del lòbul frontal.
Un altre efecte poc freqüent és la paramnèsia reduplicativa, amb la qual els pacients creuen que el lloc on habitualment resideixen és una rèplica d'un altre situat en un altre lloc. De forma similar els qui experimenten la Síndrome de Capgras després d'haver tingut una lesió al lòbul frontal creuen que algú d'aspecte idèntic ha substituït el lloc i la identitat d'una persona propera a ells (un amic o un familiar). Aquest darrer efecte s'ha observat sobretot en pacients amb esquizofrènia que a més han patit una lesió al lòbul frontal.

## Cirurgia
L'estudi del lòbul frontal es va iniciar a començaments del segle XX quan el neuròleg António Egas Moniz va aplicar un tractament a pacients amb malalties mentals que consistia a fer malbé la connexió entre el lòbul frontal i el sistema límbic. Aquesta intervenció quirúrgica, anomenada lobotomia frontal, va tenir èxit en reduir els problemes mentals del pacient però a costa d'eliminar les emocions, la volició i la personalitat. L'ús indiscriminat d'aquest tractament, juntament amb els efectes secundaris i l'elevat percentatge de mortalitat (morien entre un 7,4 i un 17 per cent dels pacients operats), va fer que s'abandonés aquesta tècnica. Actualment es fan operacions més precises, tot i que en rares ocasions es tria la cirurgia, i s'actua concretament sobre la càpsula anterior (en lesions tèrmiques bilaterals del limbe anterior de la càpsula interna) o extirpant el cingle bilateral (a pacients amb lesions al gir cingulat anterior) i només es fa servir, com a darrer recurs, per tractar trastorns obsessius o depressió profunda que no responen a altres tractaments.

## Teories sobre el funcionament
Les teories sobre el funcionament del lòbul frontal s'acostumen a dividir en quatre categories principals:
- Teories d'un únic procés, que proposen que un dany en un únic procés o sistema de funcionament és el responsable de diferents símptomes.[8]
- Teories del multi processament, que proposen que el sistema executiu del lòbul frontal està format per un nombre de components que generalment treballen junts en les accions quotidianes (heterogeneïtat de la funció).[9]
- Teories del constructe dirigit, que proposen que la majoria, o potser totes, les funcions del lòbul frontal poden ser explicades per un constructe (homogeneïtat de la funció) com la memòria de treball o la inhibició d'accions.[10]
- Les teories d'un únic símptoma, que proposen que un únic i específic símptoma en la funció executiva (per ex.: la confabulació) està relacionat als processos i constructes de les estructures subjacents.[11]

A més d'aquests quatre tipus estan les següents teories:
- Stuss va suggerir el 1999 una diferenciació en dues categories segon la funció d'homogeneïtat i heterogeneïtat.
- Grafman va proposar la teoria de les unitats de coneixement dirigit (managerial knowledge units, MKU) o del complex d'estructures d'esdeveniments (structure event complex, SEC).[12][13]
- Miller i Cohen van proposar una teoria integrativa del funcionament prefrontal.[14]
- Rolls va proposar una interpretació a partir de la relació estímul i recompensa.
- Stuss va proposar una interpretació basant-se en la funció atencional.[15]

Cal destacar que les teories descrites anteriorment difereixen en el seu enfocament dels processos o sistemes i en els constructes. Stuss (1999) assenyala que la qüestió de l'homogeneïtat (única construcció) o heterogeneïtat (múltiples processos / sistemes) de la funció "pot representar un problema de semàntica i / o anàlisi incomplet funcional més que una dicotomia irresoluble". No obstant això, les properes investigacions mostraran si una teoria unificada del funcionament del lòbul frontal que tingui plenament en compte la diversitat de funcions serà acceptable.

## En altres animals
Durant molts anys molts científics van pensar que el lòbul frontal era desproporcionadament gran en els humans comparat amb la dels altres primats. Es va interpretar que aquesta era una característica important resultat de l'evolució i que era la principal raó per la qual la cognició humana difereix de la dels altres primats. Aquest punt de vista ha quedat desafiat pels resultats de les noves investigacions. Usant imatges de ressonància magnètica per determinar el volum del còrtex frontal en humans, comparada amb diverses espècies de simis, Semendeferi i els seus col·laboradors van trobar que el lòbul frontal dels humans no és relativament més gran que el dels simis grans, però si una mica més gran que el dels simis menors.